# Sierakówek (stacja kolejowa)
Sierakówek – stacja kolejowa na linii kolejowej nr 33 (Kutno – Brodnica), położona w województwie mazowieckim.

## Ruch pasażerski
| Rok  | Wymiana pasażerska na dobę | Średnia dobowa liczba zatrzymań | Średnia liczba pasażerów na 1 zatrzymanie |
| ---- | -------------------------- | ------------------------------- | ----------------------------------------- |
| 2017 | 0-9                        | n/a                             | n/a                                       |
| 2018 | 0-9                        | n/a                             | n/a                                       |
| 2019 | 0-9                        | 14                              | 0                                         |
| 2020 | 0-9                        | 17                              | od 0 do 2                                 |
| 2021 | 0-9                        | 17                              | od 0 do 2                                 |
| 2022 | 0-9                        | 16                              | od 0 do 2                                 |
| 2023 | 0-9                        | 16                              | od 0 do 2                                 |

Stacja posiada jeden peron posiadający z obydwu stron tory i tor przeznaczony dla pociągów towarowych.
Sierakówek posiada bezpośrednie połączenia kolejowe z Gostyninem, Płockiem, Kutnem i Sierpcem.